# Fryderyk dla artystki roku
Fryderyk dla artystki roku – polska nagroda muzyczna Fryderyk, przyznawana corocznie w latach 1995–2012 i 2022–2024 w sekcji muzyki rozrywkowej w kategorii artystka roku. Honorowała solowe artystki muzyczne za całokształt działalności w danym roku. Fryderyki są przyznawane od 1995 przez Związek Producentów Audio-Video (ZPAV) za osiągnięcia w rodzimym przemyśle muzycznym. Od 2000 za wyłanianie nominowanych, a następnie laureatów odpowiedzialna jest powołana przez ZPAV Akademia Fonograficzna.
Kategoria została wprowadzona podczas pierwszej edycji, Fryderyków 1994, pod nazwą najlepsza wokalistka. W edycjach od 1995 do 2012 funkcjonowała pod nazwą wokalistka roku. Została wycofana w edycjach od 2013 do 2021, przy czym przez dwie pierwsze z nich była zastąpiona przez kategorię artysta roku, honorującą dowolnych wykonawców solowych lub zespoły. Powróciła w edycjach od 2022 do 2024 pod nazwą artystka roku. W edycji 2025 ponownie została wycofana w związku z wprowadzeniem kategorii artysta / artystka roku, honorującej wykonawców solowych lub zespoły.
Najwięcej nominacji w kategorii (14) otrzymała Katarzyna Nosowska. Najwięcej nagród (po 3) zdobyły Katarzyna Nosowska i Kayah. Po 2 nagrody wygrały Ania Dąbrowska, Anna Maria Jopek i Beata Kozidrak.

## Laureatki i nominowane
| Rok  | Zdjęcie                                                                | Laureatka           | Pozostałe nominacje                                                                  | Źr.    |
| ---- | ---------------------------------------------------------------------- | ------------------- | ------------------------------------------------------------------------------------ | ------ |
| 1994 |                                                                        | Edyta Bartosiewicz  | - Anita Lipnicka - Edyta Górniak - Kasia Kowalska - Katarzyna Nosowska               | [ 8 ]  |
| 1995 |                                                                        | Kayah               | - Anita Lipnicka - Edyta Bartosiewicz - Edyta Górniak - Kasia Kowalska               | [ 9 ]  |
| 1996 |                                                                        | Justyna Steczkowska | - Agnieszka Chylińska - Anita Lipnicka - Katarzyna Nosowska - Kasia Kowalska - Kayah | [ 10 ] |
| 1997 |                                                                        | Kayah               | - Edyta Bartosiewicz - Edyta Górniak - Justyna Steczkowska - Natalia Kukulska        | [ 11 ] |
| 1998 |                                                                        | Beata Kozidrak      | - Agnieszka Chylińska - Edyta Bartosiewicz - Katarzyna Nosowska - Reni Jusis         | [ 12 ] |
| 1999 |                                                                        | Kayah               | - Agnieszka Chylińska - Anna Maria Jopek - Edyta Górniak - Katarzyna Nosowska        | [ 13 ] |
| 2000 |                                                                        | Beata Kozidrak      | - Anna Maria Jopek - Kayah - Kasia Kowalska - Katarzyna Nosowska                     | [ 14 ] |
| 2001 |                                                                        | Ewa Bem             | - Agnieszka Chylińska - Fiolka - Katarzyna Nosowska - Reni Jusis                     | [ 15 ] |
| 2002 |                                                                        | Anna Maria Jopek    | - Kasia Klich - Kasia Kowalska - Katarzyna Nosowska - Tatiana Okupnik                | [ 16 ] |
| 2003 | - Katarzyna Nosowska - Beata Kozidrak - Kayah - Reni Jusis             | Anna Maria Jopek    | [ 17 ]                                                                               |        |
| 2004 |                                                                        | Ania                | - Agnieszka Chylińska - Kasia Kowalska - Kayah - Monika Brodka                       | [ 18 ] |
| 2005 |                                                                        | Katarzyna Nosowska  | - Anna Maria Jopek - Beata Kozidrak - Maria Peszek - Magda Wójcik                    | [ 19 ] |
| 2006 |                                                                        | Ania Dąbrowska      | - Ania Szarmach - Kasia Cerekwicka - Katarzyna Nosowska - Maria Peszek - Reni Jusis  | [ 20 ] |
| 2008 |                                                                        | Katarzyna Nosowska  | - Aga Zaryan - Ania Dąbrowska - Kasia Cerekwicka - Natalia Kukulska                  | [ 21 ] |
| 2009 | - Ania Dąbrowska - Dorota Miśkiewicz - Maria Peszek - Natalia Przybysz | Katarzyna Nosowska  | [ 22 ]                                                                               |        |
| 2010 |                                                                        | Gaba Kulka          | - Agnieszka Chylińska - Ewa Farna - Kayah - Katarzyna Nosowska                       | [ 23 ] |
| 2011 |                                                                        | Monika Brodka       | - Ania Dąbrowska - Gaba Kulka - Kayah - Natalia Kukulska                             | [ 24 ] |
| 2012 |                                                                        | Ania Rusowicz       | - Monika Brodka - Ewa Farna - Julia Marcell - Katarzyna Nosowska                     | [ 25 ] |
| 2022 |                                                                        | Daria Zawiałow      | - Kaśka Sochacka - Mery Spolsky - sanah - Young Leosia                               | [ 26 ] |
| 2023 |                                                                        | sanah               | - Agnieszka Chylińska - Brodka - Kaśka Sochacka - Natalia Szroeder                   | [ 27 ] |
| 2024 |                                                                        | Hania Rani          | - Daria Zawiałow - Kasia Lins - Kaśka Sochacka - Mery Spolsky - sanah                | [ 28 ] |

## Statystyki
| Liczba | Artystka           | Lata             |
| ------ | ------------------ | ---------------- |
| 3      | Katarzyna Nosowska | 2005, 2008, 2009 |
| 3      | Kayah              | 1995, 1997, 1999 |
| 2      | Ania Dąbrowska     | 2004, 2006       |
| 2      | Anna Maria Jopek   | 2002, 2003       |
| 2      | Beata Kozidrak     | 1998, 2000       |

| Liczba | Artystka            | Lata                                                                               |
| ------ | ------------------- | ---------------------------------------------------------------------------------- |
| 14     | Katarzyna Nosowska  | 1994, 1996, 1998, 1999, 2000, 2001, 2002, 2003, 2005, 2006, 2008, 2009, 2010, 2012 |
| 9      | Kayah               | 1995, 1996, 1997, 1999, 2000, 2003, 2004, 2010, 2011                               |
| 7      | Agnieszka Chylińska | 1996, 1998, 1999, 2001, 2004, 2010, 2023                                           |
| 6      | Kasia Kowalska      | 1994, 1995, 1996, 2000, 2002, 2004                                                 |
| 5      | Ania Dąbrowska      | 2004, 2006, 2008, 2009, 2011                                                       |
| 5      | Anna Maria Jopek    | 1999, 2000, 2002, 2003, 2005                                                       |
| 4      | Beata Kozidrak      | 1998, 2000, 2003, 2005                                                             |
| 4      | Brodka              | 2004, 2011, 2012, 2023                                                             |
| 4      | Edyta Bartosiewicz  | 1994, 1995, 1997, 1998                                                             |
| 4      | Edyta Górniak       | 1994, 1995, 1997, 1999                                                             |
| 4      | Reni Jusis          | 1998, 2001, 2003, 2006                                                             |
| 3      | Anita Lipnicka      | 1994, 1995, 1996                                                                   |
| 3      | Kaśka Sochacka      | 2022, 2023, 2024                                                                   |
| 3      | Maria Peszek        | 2005, 2006, 2009                                                                   |
| 3      | Natalia Kukulska    | 1997, 2008, 2011                                                                   |
| 3      | sanah               | 2022, 2023, 2024                                                                   |